# Ise Schwartz
Pour les articles homonymes, voir Schwartz.
Ise Schwartz née le 15 juillet 1942 à Stuttgart est une artiste allemande. Elle vit et travaille en Suisse depuis 1989.

## Biographie
Ise Schwartz grandit à Biberach près d'Ulm. En 1954, sa famille s'installe à Stuttgart.  Ise Schwartz étudie l'histoire de l'art, l'archéologie et l'allemand à l'Université de Francfort-sur-le-Main et à l'Université libre de Berlin. À partir du milieu des années 1960, elle étudie la peinture à l'Académie des beaux-arts de Mayence (de). De 1976 à 1983, elle enseigne l'art à l'Université de Bonn.
Elle réalise de très grands formats. Elle superpose des motifs décoratifs et répétitifs. Elle ajoute ensuite des images. Dès les années 1960, elle a conscience de sa position de femme et d'artiste dans une société patriarcale. Dans Vierpass I, tableau de 1966, sur un fond de motifs, elle imprime quatre visages de poupées, trois ont des expressions figées, le quatrième est fantomatique. Ensuite, ses réalisations sont empreintes du Pop Art, avec des objets de la vie quotidienne des femmes.
Avec Linda Christanell, Christa Hauer, Hildegard Joos, Angelika Kaufmann, Doris Lötsch, Roswitha Lüder, Ingeborg G. Pluhar, Doris Reitter-Brown, Edda Seidl-Reiter, Gerlinde Wurth, elle fonde en 1977 IntAkt à Vienne. Il s'agit d'une association féministe, politique et culturelle. IntAkt défend les artistes femmes et oeuvre ppour une plus grande visibilité des artistes femmes dans l'espace public en développant de très nombre projets.
En 1984, elle est en résidence au Musée de la Femme de Bonn, ouvert en 1983. En 1988 et 1994, elle reçoit une bourse de la ville de Bonn.
De 1989 à 1992, elle est en résidence à la Fondation Atelier Robert de Bienne, en Suisse. Elle décide de s'y installer. Elle réalise des œuvres à portée politique, à partir de photos de l'époque nazie, de la guerre en Irak, de la guerre de Bosnie.
Elle superpose des couches de lumière et de couleurs. Elle utilise le grattage, la gravure, l'impression, le traitement numérique pour les motifs.
Elle réalise également des installations et sculptures.

## Expositions
- Galerie au Griechenbeisl, Vienne,1982
- Galerie Hermès, Cologne, 1984
- Musée de la Femme de Bonn, 1988
- Galerie Rolandshof, Remagen-Rolandseck, 1989
- Association artistique de Bienne, 1991
- CentrePasquArt, Bienne, 1993
- Atelier de Bonn, 1994
- Galerie Michael Schneider, Bonn ; Galerie Arttraction Berne, 2001
- Galerie Esther Münger, Berthoud, 2002
- Musée municipal de Siegburg, Galerie Arttraction, Berne, 2004[5]
- Galerie Silvia Steiner, Bienne, 2005
- Galerie Silvia Steiner, Bienne, 2008
- Vendredi Galerie Soleure, 2009
- Allora!, CentrePasquArt, Bienne, 2010[6]
- Galerie Silvia Steiner, Bienne, 2011
- Association artistique Biberach/Riß, 2012